# 345. strelska divizija (ZSSR)
345. strelska divizija (izvirno rusko 345. стрелковая дивизия; kratica 345. SD) je bila strelska divizija Rdeče armade v času druge svetovne vojne.

## Zgodovina
Divizija je bila ustanovljena septembra 1941 v Mahčkali. Julija 1942 je bila uničena med bitko za Sevastopol. Pozneje so jo ponovno ustanovili.